# ITF Women’s Circuit 2009 (April–Juni)
In den folgenden Tabellen werden die Tennisturniere des zweiten Quartals des ITF Women’s Circuit 2009 dargestellt.

## Turnierplan
| Kategorien |
| ---------- |
| $100.000   |
| $75.000    |
| $50.000    |
| $25.000    |
| $10.000    |

### April
| Datum 1 | Turnierort                                                             | Siegerin Einzel         | Siegerinnen Doppel                            |
| ------- | ---------------------------------------------------------------------- | ----------------------- | --------------------------------------------- |
| 06.04.  | Torhout Koddaert Ladies Open 2009                                      | Karolina Šprem          | Michaëlla Krajicek Yanina Wickmayer           |
| 06.04.  | Monzón Torneo Internacional de Tenis Femenino „Conchita Martínez“ 2009 | Kimiko Date-Krumm       | Chen Yi Wesna Dolonz                          |
| 06.04.  | Jackson                                                                | Juliana Fedak           | Monique Adamczak Arina Rodionowa              |
| 06.04.  | San Severo                                                             | Anna Korzeniak          | Marlot Meddens Kristina Mladenovic            |
| 06.04.  | Sibenik                                                                | Evelyn Mayr             | Teodora Mirčić Nataša Zorić                   |
| 06.04.  | Belek                                                                  | Eirini Georgatou        | Anna Fitzpatrick Hanne Skak Jensen            |
| 13.04.  | Tessenderlo                                                            | Mandy Minella           | Youlia Fedossova Virginie Pichet              |
| 13.04.  | Civitavecchia                                                          | Polona Hercog           | Erica Krauth Aurélie Védy                     |
| 13.04.  | Osprey                                                                 | Sharon Fichman          | Lindsay Lee-Waters Story Tweedie-Yates        |
| 13.04.  | Hvar                                                                   | Karolina Kosińska       | Réka Luca Jani Martina Kubičíková             |
| 13.04.  | Belek                                                                  | Eirini Georgatou        | Çağla Büyükakçay Pemra Özgen                  |
| 13.04.  | Schymkent                                                              | Albina Xabibulina       |                                               |
| 13.04.  | Buenos Aires                                                           | María Irigoyen          | Mailen Auroux Veronica Spiegel                |
| 20.04.  | Dothan Movie Gallery Pro Classic 2009                                  | Shenay Perry            | Julie Ditty Carly Gullickson                  |
| 20.04.  | Bari                                                                   | Alexandra Dulgheru      | Iryna Burjatschok Renata Voráčová             |
| 20.04.  | Changwon                                                               | Elena Baltacha          | Chang Kai-chen Chen Yi                        |
| 20.04.  | Torrent                                                                | Lara Arruabarrena       | Martina Caciotti Nicole Clerico               |
| 20.04.  | Bol                                                                    | Valentina Sulpizio      | Martina Borecká Noppawan Lertcheewakarn       |
| 20.04.  | Almaty                                                                 | Tetyana Arefyeva        | Tetyana Arefyeva Anastasiya Lytovchenko       |
| 20.04.  | Buenos Aires                                                           | Veronica Spiegel        | Luciana Sarmenti Emilia Yorio                 |
| 27.04.  | Cagnes-sur-Mer Open GDF Suez de Cagnes-sur-Mer Alpes-Maritimes 2009    | Maria-Elena Camerin     | Julie Coin Marie-Eve Pelletier                |
| 27.04.  | Johannesburg Soweto Open 2009/Damen                                    | Anastasija Sevastova    | Naomi Cavaday Lessja Zurenko                  |
| 27.04.  | Makarska                                                               | Tatjana Malek           | Tatjana Malek Renata Voráčová                 |
| 27.04.  | Charlottesville                                                        | Lindsay Lee-Waters      | Carly Gullickson Nicole Kriz                  |
| 27.04.  | Gifu                                                                   | Aiko Nakamura           | Sophie Ferguson Aiko Nakamura                 |
| 27.04.  | Gimcheon                                                               | Lee Jin-a               | Chang Kai-chen Chen Yi                        |
| 27.04.  | Bundaberg                                                              | Anastassija Rodionowa   | Maki Arai Nicole Tiner                        |
| 27.04.  | Balikpapan                                                             | Ayu-Fani Damayanti      | Yayuk Basuki Romana Tedjakusuma               |
| 27.04.  | Namangan                                                               | Kristina Antoniychuk    | Albina Xabibulina Xenija Palkina              |
| 27.04.  | Bournemouth                                                            | Svenja Weidemann        | Tímea Babos Stephanie Cornish                 |
| 27.04.  | Brescia                                                                | Iryna Burjatschok       | Iryna Burjatschok Marlot Meddens              |
| 27.04.  | Vic                                                                    | Beatriz Garcia-Vidagany | Cristina Sánchez-Quintanar Irene Santos-Bravo |
| 27.04.  | Buenos Aires                                                           | Mailen Auroux           | Maria Fernanda Alves Carla Tiene              |

### Mai
| Datum 1 | Turnierort                        | Siegerin Einzel          | Siegerinnen Doppel                          |
| ------- | --------------------------------- | ------------------------ | ------------------------------------------- |
| 04.05.  | Bukarest GAZ de France Stars 2009 | Andrea Petković          | Irina-Camelia Begu Simona Halep             |
| 04.05.  | Zagreb                            | Polona Hercog            | Petra Martić Ajla Tomljanović               |
| 04.05.  | Indian Harbour Beach              | Melanie Oudin            | Heidi El Tabakh Melanie Klaffner            |
| 04.05.  | Fukuoka                           | Nikola Hofmanova         | Akiko Yonemura Tomoko Yonemura              |
| 04.05.  | Florenz                           | Darja Kustawa            | Kinnie Laisné Stephanie Vongsouthi          |
| 04.05.  | Ipswich                           | Anastassija Rodionowa    | Maki Arai Olivia Rogowska                   |
| 04.05.  | Edinburgh                         | Tímea Babos              | Naomi Broady Elizabeth Thomas               |
| 04.05.  | Badalona                          | Marta Marrero            | Benedetta Davato Cristina Sánchez-Quintanar |
| 04.05.  | Wiesbaden                         | Julia Babilon            | Leonie Mekel Pauline Wong                   |
| 04.05.  | Mostar                            | Indire Akiki             | Indire Akiki Milana Špremo                  |
| 04.05.  | Warschau                          | Iveta Gerlová            | Iveta Gerlová Karolina Kosińska             |
| 04.05.  | Tarakan                           | Yang Zi-Jun              | Beatrice Gumulya Jessy Rompies              |
| 11.05.  | Saint-Gaudens                     | Nastassja Jakimawa       | Rika Fujiwara Chanelle Scheepers            |
| 11.05.  | Raleigh                           | Melanie Oudin            | Lilia Osterloh Risa Zalameda                |
| 11.05.  | Kurume                            | Xenija Lykina            | Lu Jingjing Sun Shengnan                    |
| 11.05.  | Tanjung Selor                     | Tadeja Majerič           | Ayu-Fani Damayanti Lavinia Tananta          |
| 11.05.  | Bukarest                          | Verdiana Verardi         | Laura-Ioana Andrei Diana-Andreea Gae        |
| 11.05.  | Michalovce                        | Lenka Juríková           | Martina Borecká Martina Kubičíková          |
| 11.05.  | Fuerteventura                     | Lena-Marie Hofmann       | Danielle Brown Elizabeth Thomas             |
| 11.05.  | Sankt Petersburg                  | Darja Kutschmina         | Yuliya Kalabina Marta Sirotkina             |
| 11.05.  | Manavgat                          | Amanda Carreras          | Amanda Carreras Valentina Sulpizio          |
| 11.05.  | Vila Real de Santo António        | Nina Brattschikowa       | Maria João Koehler Joana Pangaio-Pereira    |
| 11.05.  | Ain Suchna                        | Galina Fokina            | Yasmin Ebada Laura Pous Tió                 |
| 11.05.  | Caserta                           | Martina Di Giuseppe      | Stefania Chieppa Giulia Gatto-Monticone     |
| 18.05.  | Charkiw                           | Chrystyna Antonijtschuk  | Ksenija Mileuskaja Lessja Zurenko           |
| 18.05.  | Moskau                            | Arina Rodionowa          | Marija Kondratjewa Arina Rodionowa          |
| 18.05.  | Incheon                           | Han Xinyun               | Lu Jingjing Sun Shengnan                    |
| 18.05.  | Nagano                            | Zhang Shuai              | Junri Namigata Akiko Yonemura               |
| 18.05.  | Santos                            | Monique Adamczak         | Monique Adamczak Florencia Molinero         |
| 18.05.  | Mumbai                            | Kang Seo-kyung           | Rushmi Chakravarthi Isha Lakhani            |
| 18.05.  | Cantanhede                        | Maria João Koehler       | Alla Aleksandrova Irina Sokolova            |
| 18.05.  | Ain Suchna                        | Laura Pous-Tio           | Anna Brazhnikova Walerija Sawinych          |
| 18.05.  | Landisville                       | Laura Granville          | Olga Boulytcheva Magda Gold                 |
| 18.05.  | Telde                             | Nicola Geuer             | Yasmin Clarke Yaroslava Zhishchenko         |
| 18.05.  | Craiova                           | Cristina-Madalina Stancu | Tanya Germanlieva Dessislawa Mladenowa      |
| 18.05.  | Manavgat                          | Amanda Carreras          | Amanda Carreras Valentina Sulpizio          |
| 25.05.  | Carson                            | Valerie Tetreault        | Laura Granville Riza Zalameda               |
| 25.05.  | Grado                             | Karolína Plíšková        | Anikó Kapros Sandra Klemenschits            |
| 25.05.  | Goyang                            | Han Xinyun               | Yayuk Basuki Romana Tedjakusuma             |
| 25.05.  | Gunma                             | Junri Namigata           | Hsu Wen-hsin Mari Tanaka                    |
| 25.05.  | Sumter                            | Petra Rampre             | Allie Will Caitlyn Williams                 |
| 25.05.  | Olecko                            | Klaudia Gawlik           | Karolina Kosińska Aleksandra Rosolska       |
| 25.05.  | Charkiw                           | Darja Kutschmina         | Katerina Herth Marija Scharkowa             |
| 25.05.  | Tortosa                           | Ines Ferrer-Suarez       | Yera Campos-Molina Leticia Costas           |
| 25.05.  | Pitești                           | Giulia Gatto-Monticone   | Alexandra Damaschin Camelia-Elena Hristea   |
| 25.05.  | Neu-Delhi                         | Duan Yingying            | Rushmi Chakravarthi He Chunyan              |
| 25.05.  | Braga                             | Valentina Stephan        | Ximena Hermoso Daniela Múñoz Gallegos       |
| 25.05.  | Córdoba                           | María Irigoyen           | Carla Beltrami María Irigoyen               |

### Juni
| Datum 1 | Turnierort                                | Siegerin Einzel         | Siegerinnen Doppel                            |
| ------- | ----------------------------------------- | ----------------------- | --------------------------------------------- |
| 01.06.  | Nottingham                                | Maria-Elena Camerin     | Alexa Glatch Natalie Grandin                  |
| 01.06.  | Galatina                                  | Eva Fernández Brugués   | Jelena Bowina Regina Kulikowa                 |
| 01.06.  | Buxoro                                    | Arina Rodionowa         | Anna Brazhnikova Marta Sirotkina              |
| 01.06.  | Komoro                                    | Yurika Sema             | Xu Yifan Zhang Shuai                          |
| 01.06.  | Brünn                                     | Jekaterina Iwanowa      | Sophie Ferguson Trudi Musgrave                |
| 01.06.  | Gimhae                                    | Han Xinyun              | Yayuk Basuki Romana Tedjakusuma               |
| 01.06.  | Sarajevo                                  | Ivana Lisjak            | Hanne Skak Jensen Karolina Kosińska           |
| 01.06.  | Tel Aviv                                  | Manana Shapakidze       | Margarita Lasarewa Efrat Mishor               |
| 01.06.  | Managua                                   | Yana Koroleva           | Victoria Lozano Francesca Segarelli           |
| 01.06.  | Villa del Dique                           | María Irigoyen          | Raquel Piltcher Roxane Vaisemberg             |
| 01.06.  | Bukarest                                  | Raffaella Bindi         | Laura-Ioana Andrei Ioana Gașpar               |
| 01.06.  | Hilton Head Island                        | Alexandra Mueller       | Jacqueline Cako Alison Riske                  |
| 01.06.  | Amarante                                  | Maria João Koehler      | Laila Abdala Nadia Abdala                     |
| 01.06.  | Neu-Delhi                                 | Ankita Bhambri          | Ankita Bhambri Sanaa Bhambri                  |
| 08.06.  | Marseille Open GDF Suez de Marseille 2009 | Raluca Olaru            | Tathiana Garbin Maria-Emilia Salerni          |
| 08.06.  | Zlín                                      | Polona Hercog           | Kristína Kučová Zuzana Kučová                 |
| 08.06.  | El Paso                                   | Valerie Tetreault       | Christina Fusano Shikha Uberoi                |
| 08.06.  | Campobasso                                | Iryna Burjatschok       | Jorgelina Cravero Frederica Piedade           |
| 08.06.  | Qarshi                                    | Eirini Georgatou        | Kristina Antoniychuk Oksana Kalaschnikowa     |
| 08.06.  | Stettin                                   | Stephanie Gehrlein      | Michaela Paštiková Lenka Tvaroskova           |
| 08.06.  | Budapest                                  | Nataša Zorić            | Veronika Blašková Barbora Krtičková           |
| 08.06.  | Montemor-o-Novo                           | Melanie Gloria          | Melanie Gloria Daniela Múñoz Gallegos         |
| 08.06.  | Bukarest                                  | Elena Bogdan            | Mihaela Buzărnescu Elora Dabija               |
| 08.06.  | Apeldoorn                                 | Nathalie Piquion        | Richel Hogenkamp Nicolette Van Uitert         |
| 08.06.  | Tokio                                     | Erika Sema              | Ayumi Oka Mari Tanaka                         |
| 08.06.  | Bangkok                                   | Ayu-Fani Damayanti      | Suchanun Viratprasert Varatchaya Wongteanchai |
| 08.06.  | Santa Fe                                  | Emilia Yorio            | Tatiana Búa Karen Castiblanco                 |
| 15.06.  | Montpellier                               | Anais Laurendon         | Julija Bejhelsymer Laura Siegemund            |
| 15.06.  | Padova                                    | Eva Fernández Brugués   | Anikó Kapros Sandra Klemenschits              |
| 15.06.  | Belém                                     | Maria Fernanda Alves    | Maria Fernanda Alves Carla Tiene              |
| 15.06.  | Brownsville                               | Sacha Jones             | Sacha Jones Ashley Weinhold                   |
| 15.06.  | Lenzerheide                               | Michelle Gerards        | Michelle Gerards Marcella Koek                |
| 15.06.  | Gausdal                                   | Maria Mokh              | Victoria Larrière Zuzana Linhová              |
| 15.06.  | Melilla                                   | Giulia Gasparri         | Dalila Jakupović Zuzana Zlochová              |
| 15.06.  | Alkmaar                                   | Richel Hogenkamp        | Bianca Botto Cindy Chala                      |
| 15.06.  | Alcobaça                                  | Shannon Golds           | Shannon Golds Tammi Patterson                 |
| 15.06.  | Istanbul                                  | Çağla Büyükakçay        | Galina Fokina Anna Morgina                    |
| 15.06.  | Pattaya                                   | Ayu-Fani Damayanti      | Hwang I-hsuan Juan Ting-fei                   |
| 22.06.  | Perigueux                                 | Julija Wakulenko        | Julija Bejhelsymer Xenija Lykina              |
| 22.06.  | Getxo                                     | Agustina Lepore         | Marija Kondratjewa Anastassija Poltorazkaja   |
| 22.06.  | Kristinehamn                              | Anna Tatischwili        | Hanne Skak Jensen Johanna Larsson             |
| 22.06.  | Waterloo                                  | Johanna Konta           | Alexandra Mueller Allie Will                  |
| 22.06.  | Gimcheon                                  | Kim Na-ri               | Kim Kun-hee Yu Min-hwa                        |
| 22.06.  | Rotterdam                                 | Iryna Kurjanowitsch     | Irina Kuzmina Jewgenija Paschkowa             |
| 22.06.  | Bangkok                                   | Ai Yamamoto             | Suchanum Viratprasert Varatchaya Wongteanchai |
| 22.06.  | Qianshan                                  | Sun Shengnan            | Sun Shengnan Zhou Yimiao                      |
| 22.06.  | ichita                                    | Jacqueline Cako         | Ester Goldfeld Macall Harkins                 |
| 22.06.  | Davos                                     | Sandra Martinovic       | Xenia Knoll Amra Sadikovic                    |
| 22.06.  | Gausdal                                   | Anne-Valerie Evain      | Victoria Larrière Zuzana Linhová              |
| 22.06.  | Torin                                     | Andreea-Roxana Vaideanu | Alina Baronova Karina Pimkina                 |
| 29.06.  | Cuneo Country Club Cuneo 2009             | Polona Hercog           | Oqgul Omonmurodova Darja Kustawa              |
| 29.06.  | Pozoblanco                                | Angelique Kerber        | Andrea Hlaváčková Olha Sawtschuk              |
| 29.06.  | Boston                                    | Michaëlla Krajicek      | Maria Fernanda Alves Ahsha Rolle              |
| 29.06.  | Toruń                                     | Oksana Kalaschnikowa    | Julija Bejhelsymer Ksenija Mileuskaja         |
| 29.06.  | Mont-de-Marsan                            | Anna Gerasimou          | Jorgelina Cravero María Irigoyen              |
| 29.06.  | Stuttgart                                 | Sarina Dijas            | Katalin Marosi Laura Siegemund                |
| 29.06.  | Xiamen                                    | Zhang Shuai             | Lu Jingjing Sun Shengnan                      |
| 29.06.  | Ystad                                     | Lenka Wienerova         | Sofia Arvidsson Sandra Roma                   |
| 29.06.  | Gimcheon                                  | Lee Jin-a               | Chang Kyung-mi Lee Jin-a                      |
| 29.06.  | Prokuplje                                 | Virag Nemeth            | Karolina Jovanović Tina Bohoric               |
| 29.06.  | Cremona                                   | Lisa Sabino             | Benedetta Davato Lisa Sabino                  |